# Bharamagiri, Hiriyur
Bharamagiri là một làng thuộc tehsil Hiriyur, huyện Chitradurga, bang Karnataka, Ấn Độ.